# وسط سوفولك وشمال إبسويتش (دائرة انتخابية في المملكة المتحدة)
وسط سوفولك وشمال ابسويتش  (بالإنجليزية: Central Suffolk and North Ipswich)‏ هي إحدى الدوائر الانتخابية في المملكة المتحدة الممثلة في مجلس العموم في برلمان المملكة المتحدة.
عضو البرلمان الذي يمثلها حالياً هو :Sir Michael Lord (DCWM).